# MNEK
Uzoechi  Osisioma "Uzo" Emenike, professionellt känd under artistnamnet MNEK, född 9 november 1994 i Lewisham i London, är en brittisk artist, musiker, sångare, låtskrivare och musikproducent. 
Han har blivit nominerad till en Grammy samt fått en ASCAP Vanguard Award. Han har även skrivit och producerat låtar till bland annat H.E.R., Jax Jones, Zara Larsson, Little Mix, Dua Lipa, The Saturdays, Clean Bandit, Julia Michaels, Craig David, Christina Aguilera, Becky Hill, Selena Gomez, Years & Years, Kylie Minogue, Beyoncé, Madonna och TWICE.